# María Rojo
María de Lourdes Rojo e Incháustegui (născută 15 august 1943 în Mexico City) este o actriță și o politiciană afiliată la PRD.